# Espéraza
Espéraza – miejscowość i gmina we Francji, w regionie Oksytania, w departamencie Aude. Przez gminę przepływa rzeka Aude. 
Według danych na rok 1990 gminę zamieszkiwało 2250 osób, a gęstość zaludnienia wynosiła 214 osób/km² (wśród 1545 gmin Langwedocji-Roussillon Espéraza plasuje się na 168. miejscu pod względem liczby ludności, natomiast pod względem powierzchni na miejscu 725.).

## Zabytki
Zabytki w miejscowości posiadające status Monument historique:
- kościół Saint-Michel (Église Saint-Michel)
- most (pont)